# Leopoldpoort
De Leopoldpoort was een in 1864 door architect Felix Pauwels ontworpen en onder Brialmont gebouwde en in 1931 gesloopte poort in de Stelling van Antwerpen die Borgerhout Intra-Muros ter hoogte van de Luitenant Naeyaertplein met Borgerhout Extra-Muros ter hoogte van de Luitenant Lippenslaan verbond. Zij vormde in haar neogotische bouwstijl met de Louisapoort een tweelingpoort. Tussen beide poorten lag de naar de hoek van de fronten 6 en 7 genoemde batterij en kazerne 6/7 waar de telegrafisten gehuisvest waren.
Van noord naar zuid met de klok mee: Oosterweelsepoort · Ekersepoort · Bredapoort · Schijnpoort · Turnhoutsepoort · Herentalsepoort · Leopoldpoort · Louisapoort · Borsbeeksepoort · Spoorbaanpoort · Berchemsepoort · Mechelsepoort · Edegemsepoort · Wilrijksepoort · Sint-Laureinspoort · Kielsepoort · Boomsepoort · Spoorwegpoort · Sint-Bernardsepoort · Sint-Michielspoort · Hobokensepoort